# 罗纳德·费德基乌
罗纳德·保罗·“罗”·费德基乌（英語：Ronald Fedkiw，全名，1968年2月27日—），生于美国纽约布法罗，现任美国斯坦福大学计算机科学系教授，为计算机图形领域之研究人员，其开发的技术被使用于多部电影中，如星球大战、哈利·波特、加勒比海盗等，因此被授予第80届及87届奥斯卡金像奖。